# Courtney B. Vance
Courtney Bernard Vance (* 12. března 1960 Detroit, Michigan, Spojené státy americké) je americký herec, který se hlavně proslavil díky rolím ve filmech Hamburger Hill (1987) a Hon na ponorku (1990) a rolím v seriálech Zákon a pořádek: Zločinné úmysly (2001–2006) a American Crime Story (2016). Za výkon Johnnieho Cocrahana v seriálu American Crime Story získal cenu Emmy v kategorii nejlepší mužský herecký výkon v hlavní roli v minisérii nebo TV filmu. V roce 2013 získal cenu Tony v kategorii nejlepší mužský herecký výkon v divadelní hře za výkon ve hře Lucky Guy.